# Xoài cát Hòa Lộc
Xoài cát Hòa Lộc là giống xoài đặc sản nổi tiếng của vùng đất Định Tường, một trong những loại trái cây chủ lực của Tiền Giang. Xoài cát Hòa Lộc là loại trái cây đặc sản của tỉnh Tiền Giang, và là sản phẩm trái cây đầu tiên được cấp bảo hộ chỉ dẫn địa lý.

## Lịch sử
Xoài cát Hòa Lộc được một tá điền trồng đầu tiên tại xã Hòa Lộc, quận Giáo Đức, tỉnh Định Tường vào năm 1930 (nay là ấp Hòa, xã Hòa Hưng, huyện Cái Bè, tỉnh Tiền Giang) nên được mang tên là "Xoài cát Hòa Lộc". Năm 2002, Tiền Giang thành lập Hợp tác xã xoài cát Hòa Lộc tại xã Hòa Hưng với vai trò quan trọng giúp nông dân chuyên canh.
Năm 2005, Cục Sở hữu trí tuệ thuộc Bộ Khoa học và Công nghệ cấp văn bằng bảo hộ độc quyền Nhãn hiệu tập thể số 77988; 77989 cho sản phẩm Xoài cát Hòa Lộc vào ngày 6 tháng 7. Năm 2009, Cục Sở hữu trí tuệ cấp văn bằng bảo hộ Chỉ dẫn địa lý vào ngày 30-9-2009 với tên "Chỉ dẫn địa lý xoài cát Hòa Lộc".
Trong chủ trương phát triển vườn cây ăn trái từ năm 2008 thì đến năm 2010, tổng diện tích trồng Xoài cát Hòa Lộc ở Việt Nam sẽ được nâng lên 9.000 ha và mỗi năm cung cấp cho thị trường trong và ngoài Việt Nam trên 40.000 tấn xoài.
Năm 2012, HTX Hòa Lộc tổ chức sản xuất Xoài cát Hòa Lộc theo GAP, với 20,73 ha được chứng nhận đạt tiêu chuẩn VietGAP. Năm 2014, nông dân sản xuất với quy trình cao hơn và được chứng nhận GlobalGAP. Năm 2019, tỉnh Tiền Giang có hơn 1.000 ha xoài cát Hòa Lộc được chứng nhận đạt tiêu chuẩn VietGap và GlobalGap.

## Phân bố
Ngoài Tiền Giang, Xoài cát Hòa Lộc còn được nhân giống và trồng chuyên canh tại một số tỉnh thuộc đồng bằng sông Cửu Long như An Giang, (1700 ha, chủ yếu ở các huyện Tịnh Biên, Tri Tôn), Đồng Tháp (873 ha), Hậu Giang (huyện Châu Thành A có 620 ha), Bến Tre, trồng ở các tỉnh Đông Nam Bộ như Bình Dương, Bình Phước, Đồng Nai, Bà Rịa - Vũng Tàu, trồng ở các tỉnh miền Trung như Bình Định (100 ha ở huyện Phù Cát),...

## Mô tả
Xoài cát Hòa Lộc là giống trái cây thuộc loài Mangifera indica, có tên Latinh là Mangifera indica L. Một năm xoài có hai mùa, mùa thuận là từ tháng 3 đến tháng 5, mùa nghịch là từ tháng 10 đến tháng 12. Xoài có thể ra trái sau 24 tháng trồng, trọng lượng trung bình 450-600 gr/trái. Dạng quả thuôn dài, tròn mình, eo rốn rõ, đỉnh nhọn, bầu tròn gần cuống. Vỏ khi chín vàng tươi, mỏng, phủ lớp phấn trắng mịn. Thịt quả vàng tươi, dày, chắc thịt, mịn, dẻo, ít xơ. Hương vị rất ngọt, thơm dịu.

### Dinh dưỡng
Trong 100g thịt quả xoài chín:
- Nước 86,5g
- Glucid 15,9g
- Protein 0,6g
- Lipid 0,3g
- Các chất khoáng: Ca 10 mg, P 15 mg, Fe 0,3 mg
- Vitamin: A 1880 microgam, B1 0,06 mg, C 36 mg

Năng lượng cung cấp 62 Kcal.

## Kinh tế
Năm 2009, diện tích trồng Xoài cát Hòa Lộc trong vùng địa lý Hòa Lộc (gồm 13 xã thuộc huyện Cái Bè: Hòa Hưng, An Hữu, An Thái Trung, Tân Hưng, Tân Thanh, Mỹ Lương, An Thái Đông, Mỹ Đức Tây, Mỹ Đức Đông, Thiện Trí, Hòa Khánh, Hậu Thành và Đông Hòa Hiệp) là 3.622 ha, sản lượng thu hoạch đạt 53.246 tấn. Cục Sở hữu trí tuệ đã cấp giấy chứng nhận đăng ký bảo hộ nhãn hiệu Xoài cát Hòa Lộc. Xoài cát Hòa Lộc xuất khẩu ra nước ngoài khoảng 360 tấn/năm. Xoài được xuất sang các nước Pháp, Mỹ, Canada, Australia, New Zealand, Nhật Bản, Singapore, Trung Quốc, Hàn Quốc, Đài Loan, Nga.
Phòng Nông nghiệp và Phát triển nông thôn huyện Cái Bè, tỉnh Tiền Giang, đang tiếp tục khuyến khích và hỗ trợ nông dân trồng xoài cát tập trung, sản xuất theo tiêu chuẩn GAP, ứng dụng khoa học - kỹ thuật, đồng thời liên kết với doanh nghiệp để tạo nên chuỗi giá trị, đảm bảo đầu ra bền vững cho sản phẩm Xoài cát Hòa Lộc.
Tháng 2 năm 2019, Công ty TNHH sản xuất và chế biến nông sản Cát Tường chính thức trở thành nhà cung cấp sản phẩm xoài cát Hòa Lộc cho các suất ăn phục vụ hành khách hạng thương gia trên các chuyến bay của Vietnam Airlines trên các đường bay trong nước và quốc tế.

### Sách
- Nhiều tác giả. "Chỉ dẫn địa lý – Di sản thiên nhiên và văn hóa Việt".